# ميخائيل كار (لاعب كريكت)
ميخائيل كار (24 يونيو 1933 في مصر - 29 سبتمبر 1995) (بالإنجليزية: Michael Carr)‏ هو لاعب كريكت بريطاني.

## وصلات خارجية
- ميخائيل كار على موقع إي آس بي آن كريك إنفو (الإنجليزية)